# Distrito de Ijuw
Ijuw es un distrito de Nauru. Está ubicado al este de la isla, tiene una superficie de 1,1 km² y una población de 180 habitantes.

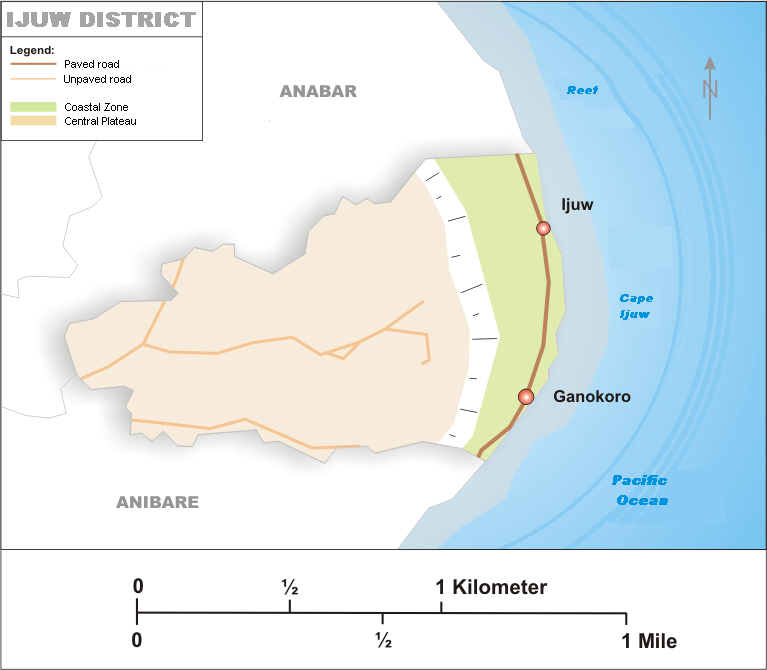
Mapa del distrito.

Ijuw se encuentra en el nordeste de la isla y país de Nauru. Sus costas están bañadas por las aguas del océano Pacífico y tiene frontera terrestre con los distritos de Anabar y Anibare. El cabo de Ijuw continua hasta la mitad norte de la Bahía de Anibare.
La altitud media del distrito es de 20 metros (mínimo: 0 metros, máximo: 40 metros) y su superficie es de 1,1 km².